# Мальмагро, Кристиан
Кристиан Мальмагро (исп. Cristian Malmagro Viaña; род. 11 марта 1983, Гранольерс) — испанский гандболист, правый крайний испанского клуба Сьюдад де Логроньо. Выступал за сборную Испании

## Карьера

### Клубная
Кристиан Мальмагро начинал свою карьеру в 2000 году в испанском клубе Гранольерс. В 2007 году Кристиан перешёл в Портленд Сан Антонио, где провёл 3 сезона. В 2010 году Кристиан Мальмагро стал игроком ГК Копенгаген, с которым дважды стал чемпионом Дании. В 2012 году Кристиан перешёл в Монпелье, с которым стал обладателем кубка Франции. В 2013 году Кристиан Мальмагро стал игроком Аль Айн Абу-Даби, а в 2014 году Кристиан переходит в румынский клуб Минауэр Бая Маре. В 2015 году Кристиан Мальмагро возвращается в испанию, заключив контракт с клубом Сьюдад де Логроньо.

#### Карьера в сборной
Кристиан Мальмагро выступал за сборную Испанию, сыграв за неё 50 матчей и забросил 165 голов.

## Достижения
- Победитель чемпионата Дании: 2011, 2012
- Обладатель кубка Дании: 2011
- Обладатель кубка Франции: 2013
- Победитель чемпионата Румынии: 2015
- Обладатель кубка Румынии: 2015
- Серебряный призёр чемпионата Европы: 2006
- Бронзовый призёр летних Олимпийских игр: 2008

## Статистика
| Сезон                   | Клуб                 | Лига           | Матчи | Голы | 7-метр | Голы |
| ----------------------- | -------------------- | -------------- | ----- | ---- | ------ | ---- |
| 2000/01                 | Гранольерс           | Liga ASOBAL    |       | 3    | 1      | 2    |
| 2001/02                 | Гранольерс           | Liga ASOBAL    |       | 9    | 1      | 8    |
| 2002/03                 | Гранольерс           | Liga ASOBAL    |       | 28   | 8      | 20   |
| 2003/04                 | Гранольерс           | Liga ASOBAL    |       | 49   | 3      | 46   |
| 2004/05                 | Гранольерс           | Liga ASOBAL    |       | 77   | 17     | 60   |
| 2005/06                 | Гранольерс           | Liga ASOBAL    |       | 153  | 72     | 81   |
| 2006/07                 | Гранольерс           | Liga ASOBAL    |       | 149  | 80     | 69   |
| 2007/08                 | Портленд Сан Антонио | Liga ASOBAL    |       | 146  | 59     | 87   |
| 2012/13                 | Монпелье             | LNH Division 1 | 23    | 58   | 1      | 57   |
| 2015/16                 | Натурхоусе Ла Риоха  | LIGA ASOBAL    | 15    | 75   | 19     | 56   |
| 2000—2008, 2015-по н.в. | Итого                | LIGA ASOBAL    |       | 689  | 260    | 429  |